# Danh sách đô thị và làng Quần đảo Solomon
Dưới đây là danh sách các thành phố, thị trấn và làng tại Quần đảo Solomon.

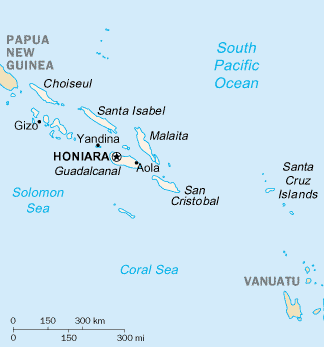
Bản đồ Quần đảo Solomon

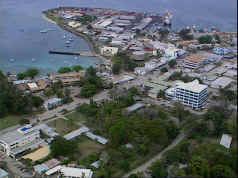
Honiara.

| Thành phố, thị trấn hay làng | Tọa độ                              | Điều tra 1999 | Đảo                    | Tỉnh                |
| ---------------------------- | ----------------------------------- | ------------- | ---------------------- | ------------------- |
| Auki                         | 8°46′N 160°42′Đ / 8,76°N 160,7°Đ    | 4.022         | Malaita                | Malaita (tỉnh)      |
| Buala                        | 8°10′N 159°37′Đ / 8,16°N 159,62°Đ   | 2.438         | Santa Isabel           | Isabel              |
| Gizo (Ghizo)                 | 8°06′N 156°51′Đ / 8,1°N 156,85°Đ    | 5.323         | Ghizo Island           | Western             |
| Honiara                      | 9°26′N 159°55′Đ / 9,43°N 159,91°Đ   | 49.107        | Guadalcanal            | Guadalcanal (tỉnh)  |
| Kirakira (Kaokaona)          | 10°26′N 161°53′Đ / 10,44°N 161,88°Đ | 979           | Makira (San Cristobal) | Makira-Ulawa (tỉnh) |
| Lata (Santa Cruz)            | 10°43′N 165°50′Đ / 10,71°N 165,83°Đ | n/a           | Nendo Island           | Temotu (tỉnh)       |
| Munda                        | 8°20′N 157°16′Đ / 8,33°N 157,27°Đ   | n/a           | New Georgia            | Western             |
| Noro                         | 8°13′N 157°13′Đ / 8,22°N 157,22°Đ   | 3.482         | New Georgia            | Western             |
| Taro Island                  | 6°43′N 156°26′Đ / 6,72°N 156,43°Đ   | 440           | Taro Island            | Choiseul (tỉnh)     |
| Tigoa (Tinggoa)              | 11°32′N 160°02′Đ / 11,54°N 160,03°Đ | n/a           | Rennell (Mungava)      | Rennell và Bellona  |
| Tulagi (Tulaghi)             | 9°05′N 160°09′Đ / 9,09°N 160,15°Đ   | 1.333         | Tulagi                 | Central             |